# Международная комиссия юристов
Международная комиссия юристов (МКЮ) (англ. The International Commission of Jurists (ICJ)) — негосударственная организация, работающая в сфере международного права прав человека и международных стандартов системы правосудия. Комиссия представляет собой постоянно действующую группу из 60 видных юристов (судей и адвокатов) из разных стран, в том числе, представителей высшего эшелона судебной власти в Австралии, Канаде, Южной Африке, Германии, Свазиленде, Малави, Ботсване, Аргентине, Колумбии, Сербии, Тунисе, и других странах мира.
Комиссия имеет национальные секции и филиалы в более чем 80 странах. Учитывая правовую направленность комиссии, членами её подразделений, в основном, являются те, кто имеет отношение к данной профессии: юристы, судьи, ученые, специализирующиеся в области национального и международного права.
Секретариат комиссия находится в Женеве (Швейцария) и укомплектован юристами, представляющих самый широкий спектр юрисдикций и правовых традиций. Работа секретариата и Комиссии в целом, направлена на укрепление роли адвокатов, судей, судебных систем и систем правосудия в деле защиты и поощрения прав человека, верховенства закона и развития международного права. МКЮ обладает консультативным статусом при Экономическом и Социальном Совете ООН, Организации Объединённых Наций по вопросам образования, науки и культуры (ЮНЕСКО), Совете Европы и Африканском союзе. Организация также сотрудничает с различными органами Организации американских государств и Межпарламентского союза. МКЮ регулярно выступает третьей стороной в национальных и международных судах, в частности, в Европейском суде по правам человека, Межамериканском суде, высших судах различных стран мира.
С 2008 по 2010 гг. её возглавляла бывший Верховный комиссар ООН по правам человека и президент Ирландии Мэри Робинсон, в январе 2011 года президентом комиссии был избран юрист из Венесуэлы Педро Никкен. В настоящее время президентом организации является профессор Роберт Голдман.
В июне 2014 года МКЮ в Норвегии номинировала Эдварда Сноудена на Нобелевскую премию мира, который в настоящее время является беженцем в Российской Федерации.

## История
8 июля 1952 года агентами безопасности ГДР был похищен и переправлен в Москву в КГБ президент «Ассоциации свободных немецких юристов» д-р Вальтере Линсе, принимавший, вместе с д-р Тео Фридлендерем, активное участие в разоблачении нарушений прав человека в Советской зоне оккупации Германии. Через год, несмотря на петиции, подписанные 20 000 жителей Берлина и публичные обращения канцлера ФРГ К. Аденауэра об его освобождении, д-р Линс был казнен «по обвинению в шпионаже». В память об этом событии в июле 1952 года был проведен «Международный конгресс юристов» на котором было принято решение о создании «Международной комиссии юристов». Постоянно действующий комитет конгресса и фактически создал организацию в 1953 году, как постоянный орган; в этом же году она была зарегистрирована. Изначально в неё входили одиннадцать юристов, включая министров и судей разных стран. В 1955 году был проведен первый Конгресс, на котором был принят «Афинский акт», гласящий, что право для государств имеет юридически обязывающий характер, и что государства обязаны уважать права человека через уважение к верховенству права.
Созданная во времена идеологического противостояния, организация в скором времени переросла «идеологическую повестку дня» и начала осуществлять свою деятельность в самых разнообразных идеологических и правовых системах. МКЮ предпринимала усилия для выявления нарушений прав человека при апартеиде в ЮАР, во франкистской Испании, режиме Пиночета, и в Аргентине[уточнить].  Изначально организация базировалась в Гааге, но уже 1958 году было принято решении о её переносе в Женеву — месту расположения ООН.
Начало деятельности Комиссии сопровождалось скандалом из-за того, что её финансирование частично исходило от ЦРУ через «Американский фонд свободных юристов», при том, что этот факт тщательно скрывался от членов МКЮ. Американские члены комиссии Аллен Даллес и Джон Дж. Макклой считали её противовесом «Международной ассоциации демократических юристов», контролировавшейся Советским Союзом. После того, как в 1967 году этот факт стал достоянием членов Комиссии и общественности, организация пережила глубокий кризис и была близка к прекращению деятельности, но после её реформирования под руководством лауреата Нобелевской премии мира и Ленинской премии «За укрепление мира между народами» Шона Макбрайда, организация выжила и продолжила свою деятельность в новом качестве и формате, объединив другие международные неправительственные организации, работающие в области международного права прав человека.
С 1970 по 1990 гг. её Генеральным секретарём был Нейл Макдермот, сменивший Ш. Макбрайда. За это время организация обрела всемирную известность и начала фундаментальные исследования в области права и международного права прав человека, а также страновые исследования. Работа включала в себя исследования по разработке международных стандартов, работу с ООН по серьёзным нарушениям прав человека, страновые отчёты и наблюдения за судебными разбирательствами, деятельность в поддержку возможностей для работы адвокатов в различных странах.
В 1978 году был создан Центр по независимости судей и адвокатов, принявший активное участие в разработке и формулировке «Основных принципов ООН, касающихся роли юристов». С 1978 года МКЮ начала наблюдение за судебными слушаниями по делам в отношении судей и адвокатов, которых преследовали по политическим мотивам. Она осуществила миссии в различные страны для оценки независимости судебной системы, юридической профессии и осуществляла деятельность по защите адвокатов и судей, которые подвергались преследованию, домогательствам при выполнении своих профессиональных обязанностей.
В 1986 году МКЮ собрала под своей эгидой группу известных экспертов в области международного права для рассмотрения вопроса о природе и границах обязательств государств в соответствии с Международным пактом об экономических, социальных и культурных правах. В результате были созданы, так называемые, Лимбургские принципы, которые в настоящее время представляют собой руководство по международному праву в области экономических, социальных и культурных прав.
В 1990 году председателем организации стал Адама Диенг из Сенегала. С 2008 по 2010 гг. МКЮ возглавляла бывший Верховный комиссар ООН по правам человека и президент Ирландии Мэри Робинсон, в январе 2011 года президентом комиссии был избран Педро Никкен (Венесуэла). В настоящее время президентом МКЮ является профессор Роберт Голдман.
Среди выдающихся достижений МКЮ можно перечислить создание Международного уголовного суда в 1998 году в результате принятия Римского статута, который был принят на конференции, созванной рядом организаций под руководством МКЮ. Организация сыграла ключевую роль в разработке и принятии ряда важнейших документов, например, Международной конвенции о защите всех лиц от насильственного исчезновения, Факультативного протокола к Конвенции против пыток , Факультативного протокола к Международному пакту об экономических, социальных и культурных прав, Основных принципов и руководящих положений, касающихся права на правовую защиту и возмещение ущерба для жертв грубых нарушений международных норм в области прав человека и серьёзных нарушений международного гуманитарного права.

## Деятельность комиссии
В 1959 году на международном конгресса юристов в Нью-Дели МКЮ инициировала принятие «Делийской декларации», посвящённой «главенству закона в свободном обществе».
В 1978 году МКЮ создала «Центр по вопросам независимости судей и адвокатов» (CIJL). Он сыграл важную роль в разработке и принятии «Основных принципов независимости судебных органов» и «Основных принципов ООН о роли адвокатов», и об обязанности ООН по их реализации.
В 1986 году МКЮ собрала группу ведущих экспертов в области международного права для рассмотрения характера и степени обязательств государств-участников Международного пакта об экономических, социальных и культурных правах. Результатом их работы стало создание ныне действующих «Лимбургских принципов» по применению пакта.
В 1990-х гг. МКЮ инициировала ряд важных международных документов. В их числе «Декларация ООН о защите от насильственного похищения», рекомендации программы действий «Всемирной конференции по правам человека» в Вене по созданию Международного уголовного суда. Эта программа стала прямым результатом международной конференции, организованный МКЮ под эгидой ООН в 1992 году, принявшей обращение, призывающее «создать международный уголовный трибунал … для того, чтобы, наконец, разорвать порочный круг безнаказанности».
В 2004 году, на конференции в Берлине была принята «Берлинская декларация по соблюдению прав человека и главенства закона в ходе борьбы с терроризмом». Этой теме также посвящён её ежемесячный онлайн бюллетень.
В 2009 году МКЮ опубликовала детальное исследования, касающееся влияния так называемой борьбы с терроризмом на международное право и защиту прав человека в мире. Доклад «Оценивая ущерб, призывая к действиям» был опубликован под руководством группы судей и профессоров международного права после проведения миссий в 16 стран мира и анализа законодательства и практики различных стран в течение четырёх лет.
Результатом её конференции в Джокьякарте (Индонезия) в ноябре 2006 года стало принятие Джокьякартских принципов применения международно-правовых норм о правах человека в отношении сексуальных меньшинств в международном масштабе, опубликованных в марте 2007 года.
МКЮ также инициировала разработку «Свода принципов защиты и поощрения прав человека посредством борьбы с безнаказанностью» и «Основных принципов и установок по правовой защите и возмещению ущерба для жертв нарушений международно-правовых норм и гуманитарного права».
В 2013 году МКЮ опубликовала перевод своего руководства по Международным принципам, касающимся независимости и подотчётности судей, адвокатов и прокуроров.
В настоящее время МКЮ продолжает свою деятельность по развитию международного права, независимости судебной системы, независимости и подотчётности судей, роли адвокатов и адвокатур, защите прав человека, в том числе, социальных и культурных, и обеспечению главенства закона, как на международном, так и на местном уровнях, через свою работу в Секретариате в Женеве, региональные отделения, а также аффилированные организации. Комиссия осуществляет деятельность по всему миру и имеет региональные и тематические программы. Регионы, в которых работает МКЮ включают Европу, Азию, Ближний Восток, Океанию, Африку, Америку. Комиссия также активна в странах бывшего СССР.

## Награды, признание
Международная комиссия юристов была награждена премией ООН в области прав человека в 1993 году и другими наградами.